# Puščava Thar
Puščava Thar, znana tudi kot Velika indijska puščava, je velika, sušna regija v severozahodnem delu indijske podceline, ki tvori naravno mejo med Indijo in Pakistanom. To je 17. največja puščava na svetu in 9. največja subtropska puščava. Približno 85% puščave Thar je v Indiji, preostali del je v Pakistanu. V Indiji pokriva okoli 320.000 km², od katerih je 60% v Radžastanu in sega v Gudžarat, Pandžab in Harjana. Ta puščava obsega zelo suho regijo Marusthali na zahodu in semi puščavsko regijo na vzhodu z manj peščenimi sipinami in nekoliko več padavinami.

## Geografija
Puščava Thar se razteza med pogorjem Aravali na severovzhodu, slanim močvirjem Velikim Kačkim Ranom vzdolž obale in poplavno ravnico reke Ind na zahodu in severozahodu. Večina puščave je zajeta v ogromnih premikajočih peščenih sipinah, ki dobijo usedline iz aluvialnih ravnic in obale. Pesek je zaradi močnih vetrov zelo mobilen, kar je izrazitejše pred nastopom monsuna. Reka Luni je edina reka vključena v puščavi. Padavine so omejene na 100–500 mm na leto, večinoma med julijem do septembrom.
Slana voda jezer v puščavi Thar je razširjena v krajih Sambhar, Kučaman, Didvana v Radžastanu in Kharaghoda v Gudžaratu. Te jezera dobijo meteorno vodo v času monsuna in izhlapevajo v sušnem obdobju. Sol nastane pri razpadanje kamnin.

### Nadzor širjenja puščav
Tla puščave Thar ostajajo suha večino leta in so nagnjena k eroziji vetra. Močan veter hitro piha zemljo iz puščave in jo odlaga na nekaterih sosednjih plodnih zemljiščih ter povzroča premikajoče sipine v puščavi. Sipine poskušajo stabilizirati s postavitvijo mikro protivetrnih ovir z večjim materialom ter naknadnim pogozdovanjem tako obdelanih sipin s sadikami grmovnic, kot so phog (Calligonum polygonoides), Senna auriculata, ricinus (Ricinus communis) in drevesa, kot so akacija (Senegalia senegal), Prosopis juliflora in Albizia lebbeck. 649 km dolg kanal Indira Gandhi prinaša svežo vodo v puščavo Thar. Zasnovan je bil za zaustavitev širjenja puščave na rodovitna območja.
Obstaja nekaj lokalnih drevesnih vrst, primernih za sajenje v puščavi, ki se počasi razrašča. Zato so za nasad uvedene eksotične drevesne vrste. V puščavi Thar so bile preizkušene mnoge vrste evkalipta, akacije, vrsta cimeta in drugi rodovi iz Izraela, Avstralije, ZDA, Rusije, Zimbabveja, Čila, Peruja in Sudana. Acacia tortilis se je izkazala za najbolj obetavno vrsto za puščavsko pogozdovanje, prav tako je še ena obetavna vrsta ekonomske vrednosti primerne za sajenje v teh območjih, jojoba (Simmondsia chinensis).

### Zaščitena območja
V puščavi Thar je nekaj zaščitenih območij:
- v Pakistanu: 
  - Naravni rezervat puščave Nara pokriva 6300 km2;[6]
  - Naravni rezervat Kački Ran; je geografsko najširše ramsarsko območje na 566.375 ha od vseh 10 opredeljenih ramsarskih območij v državi Sindh. Poleg tega jo je leta 1980 kot "Naravni rezervat" razglasila tudi vlada države Sindh.
- v Indiji:
  - Puščavski narodni park, Radžastan, (IUCN category II), pokriva 3162 km2 in predstavlja ekosistem puščave Thar,[7] in vsebuje 44 vasi.  Njegovo raznoliko živalstvo predstavljajo: velika indijska droplja (Chirotis nigricaps), antilopa (Antilope cervicapra), indijska gazela, puščavska lisica, bengalska lisica (Vulpes bengalensis), azijska divja mačka (Felis silvestris ornata), indijski volk (Canis lupus pallipes), jež in indijska gazela; plazilci kot je kuščar Uromastyx , varan, gadi, Bungarus caeruleus; ptice kot so stepske kokoške, jerebica, čebelar, škrjanci in srakoper. Školjke in masivna fosilna debla v tem parku v zapisu geološke zgodovine puščave.
  - Rezervat Tal Čapar pokriva 7 km2 in je pomembno zatočišče za ptice selivke kot je kragulj, planinski orel, roparski orel, kačar, vrabec in zeleni čebelar, črni ibis (Pseudibis papillosa) in žerjavi (Anthropoides virgo), ki ostanejo od septembra do marca. Skozi vse leto je videti škrjanca, čopastega škrjanca, različne golobe in druge. Rezervat je v okrožju Čuru, 210 km iz Džaipurja, v regiji Šekhavati in je večinoma pokrit s travami z zelo redkimi drevesi. Ta rezervat je dom velike populacije antilop, lisic in karakalov (Caracal caracal), kot jerebic in stepskih kokoši.
  - Ohranitveni rezervat Sundha Mata je zaščiteno območje 117,49 km2 v okrožju Džalore.[8]

## Biotska raznovrstnost

### Živalstvo
Odseki peska v puščavi so pomešana z griči in peščenimi in prodnimi ravninami. Zaradi raznolikega habitata in ekosistema, vegetacije, človeške kulture, je življenje živali v tem sušnem območju zelo bogata, v nasprotju z drugimi puščavami po svetu. Približno 23 vrst kuščarjev in 25 vrst kač najdemo tu in mnoge od njih so endemične v regiji.
Nekatere vrste prostoživečih živali, ki so hitro izginjajoče v drugih delih Indije, so našli v puščavi v velikem številu, kot so antilope (Antilope cervicapra), gazele (Gazella bennettii) in indijski divji osel (Equus hemionus khur) v Kačkem Ranu. Te so razvile odlične preživetvene strategije, njihova velikost je manjša od drugih podobnih živali, ki živijo v drugačnih razmerah in so predvsem nočne živali. Obstajajo pa še drugi dejavniki, ki so odgovorni za preživetje teh živali v puščavi. Zaradi pomanjkanja vode v tej regiji, je preoblikovanje travnikov v obdelovalno zemljo zelo počasno. Zaščita pod pogoji lokalne skupnosti, skupnosti Bishnois, je tudi dejavnik. Drugi sesalci puščave Thar so: podvrsta lisic (Vulpes vulpes pusilla) in karakal.
V regiji je raj za 141 vrst ptic selivk in puščavskih gnezdilk. Tu so različni orli, kragulji, sokoli, kanje, postovka in jastrebi. Obstajajo še: kačar (Circaetus gallicus), roparski orel (Aquila rapax), Veliki klinkač (Aquila clanga), sokol (Falco jugger) in postovka. Tukaj živijo tudi številni plazilci.
Indijski pav je žlahtni prebivalec v regiji Thar. Pav je tudi narodni simbol Indije in simbol dežele Pandžab (Pakistan). Največkrat sedi na drevesu khejri (Prosopis cineraria) ali svetem figovcu (Ficus religiosa) v vaseh.

### Rastlinstvo
Naravna vegetacija tega suhega prostora je klasificirana kot severozahodni trnov čistilni gozd, ki je nastal v majhnih enotah, raztresenih bolj ali manj odkrito. Gostota in velikost območij se povečuje od zahoda proti vzhodu ob povečanju padavin. Naravna vegetacija puščave Thar je sestavljena iz naslednjih dreves, grmičevja in zeliščnih vrst:
- drevesa in grmovje: Acacia jacquemontii, Balanites roxburghii, Žižola (Ziziphus zizyphus, Ziziphus nummularia, Calotropis procera, Suaeda fruticosa, Crotalaria burhia, Aerva javanica, Clerodendrum multiflorum, Leptadenia pyrotechnica, Navadna kustovnica (Lycium barbarum), Grewia tenax, Commiphora mukul, Euphorbia neriifolia, Cordia sinensis, Maytenus emarginata, Capparis decidua, Mimosa hamata
- zelišča in trave: Ochthochloa compressa, Dactyloctenium scindicum, Cenchrus biflorus, Cenchrus setigerus, Lasiurus scindicus, Cynodon dactylon, Panicum turgidum, Panicum antidotale, Dichanthium annulatum, Sporobolus marginatus, Saccharum spontaneum, Cenchrus ciliaris, Desmostachya bipinnata, Eragrostis, Ergamopagan, Trstičevje (Phragmites), Tribulus terrestris, Širokolistni rogoz (Typha), Sirek (Sorghum halepense, Citrullus colocynthis

Endemične cvetoče vrste so: Calligonum polygonoides, Prosopis cineraria, Akacija (Acacia nilotica), Tamariša (Tamarix aphylla), Cenchrus biflorus.

## Ljudje
Puščava Thar je najbolj gosto naseljena puščava na svetu, z gostoto prebivalstva 83 ljudi na km2. V Indiji so prebivalci hindujci, muslimani in siki. V Pakistanu so prebivalci Sindhi in Kolhi.
Približno 40 % celotnega prebivalstva Radžastana živi v puščavi Thar. Ljudje se v glavnem ukvarjajo s kmetijstvom in živinorejo. V tej puščavi prevladuje barvita kultura z bogato tradicijo. Ljudje so strastni ljubitelji ljudske glasbe in ljudskega pesništva.
Džodhpur, največje mesto v regiji, leži v grmičastem pasu gozda. Bikaner in Džaisalmer pa sta prav v puščavi. Velik namakalni in energetski projekt območja severne in zahodne puščave omogoča delovanje kmetijstva. Majhna populacija prebivalstva so večinoma pastirji, pomembna je tudi industrija volne in usnja.
Del puščave v Pakistanu ima tudi bogato večplastno kulturo, kulturno dediščino, tradicije, ljudske pripovedke, plese in glasbo zaradi svojih prebivalcev, ki pripadajo različnim veroizpovedim, sektam in kastam.

## Thar v starodavni literaturi
Indijski epi opisujejo to regijo kot Lavanasagara (slani ocean). Ramajana omenja Lavanasagaro, ko gre Rama v napad na Lanko z vojsko vanaranov. Rama uporablja svojo agneyashtra-amogha da izsuši morje poimenovano drumakulya, ki je na severu Lavanasagara. Nov vodni vir poimenuje Puškar in je bil ustvarjen obdan z Marukantara.
Glede na Džain kozmologijo, je Džambūdvīpa (zemeljski svet) v središču Madjaloka ali srednji del vesolja, kjer ljudje prebivajo. Džambūdvīpaprajñapti ali razprava na otoku džambu drevesa vsebuje opis Džambūdvīpa in življenjske biografije Ṛṣabha in kralja Bharata. Celina Džambūdvīpa je obdana z oceanom Lavanoda (slani ocean).
Reka Sarasvati je ena od glavnih Rigvedskih rek, navedenih v starodavnih hindujskih besedilih. Nadistuti himno v Rigvedi (10,75) omenja Sarasvati med Džamunom na vzhodu in Satluj na zahodu in v kasnejših Vedskih besedilih kot Tandja in Džaiminija Brahmanas, omenja pa jo tudi Mahabharata, da je Sarasvati usahnila v puščavi.
Večina učenjakov se strinja, da so vsaj nekatera od teh sklicevanj na Sarasvati v Rigvedi, nanašajo na reko Ghaggar-Hakra, medtem ko reko Helmand pogosto navajajo kot izvor zgodnje Rigvedske reke. Ali je tak prenos imena prišel bodisi iz Helmand na Ghaggar-Hakra, ali obratno, je predmet spora.
Obstaja tudi majhna današnja reka Sarasvati (Sarsuti), ki je pritok reke Ghagar.
Ep Mahabharata omenja gozd Kamjaka, ki je na zahodni meji kraljestva Kuru, na bregovih reke Sarasvati na zahodu ravnice Kurukšetra, ki je vsebovala jezero znano kot Kamjaka. Gozd Kamjaka se omenja kot da je na začetku puščave Thar, v bližini jezera Trinavindu. Pandovci (V Mahabharati, hindujskem epskem besedilu, so Pandovci pet priznanih sinov Panduja, ki jih je imel s svojima dvema ženama Kunti in Madri. Njihova imena so Judhisthira, Bhima, Ardžuna, Nakula in Sahadeva. Vseh pet bratov so bili poročeni z isto žensko, Draupadi. Vsak brat je imel tudi številne druge žene, na poti v izgnanstvo v gozd, zapustijo Pramanakoti na bregovih reke Ganges in odidejo proti Kurukšetra, potujejo v zahodni smeri in prečkajo reki Džamuna in Drišadvati. Ko končno dosežejo breg reke Sarasvati, so zagledali gozd Kamjaka, najljubši brlog asketov, ki leži na ravni in divji ravnini na bregovih Sarasvati (3-5,36) bogat s pticami in srnjadjo (3, 5). Tam so Pandovci živeli asketski azil (3,10). Trajalo je tri dni da so s svojimi vozovi dosegli gozd Kamjaka, ki je ležal izven Hastinapura.
V Rigvedi pa je omenjena tudi reka z imenom Aśvanvatī skupaj z reko Drišadvati. Nekateri strokovnjaki menijo, da sta Sarasvati in Aśvanvatī ista reka.
Človekova bivališča na bregovih rek Sarasvati in Drišadvati so bila bolj na vzhodu in jugu pred obdobjem Mahabharate. V tistem času sta bila današnji Bikaner in DŽodhpur področji znani kot provinci Kurudžangala in Madradžangala.
Puščavski nacionalni park v Džaisalmerju ima zbirko fosilov živali in rastlin, stare 180 milijonov let.

## Puščavsko gospodarstvo

### Kmetijstvo
Thar je ena izmed najbolj gosto naseljenih puščavskih območjih na svetu, kjer se njeni prebivalci v glavnem ukvarjajo s kmetijstvom in živinorejo. Kmetijstvo ni zanesljiva panoga na tem področju, saj po deževni sezoni, vsaj ena tretjina pridelkov ne uspe. Rejo živali, dreves in trave, skupaj z zelenjavo ali sadnim drevjem, je najbolj izvedljiv model za sušne oziroma k suša nagnjene regije. Suše so pogoste. Čezmerna paša zaradi velikih populacij živali, vetrna in vodna erozija, rudarjenje in druge panoge, so povzročile hudo degradacijo tal.
Kmetijska proizvodnja je v glavnem iz kharif pridelkov, ki se gojijo v poletni sezoni in zasejejo v juniju in juliju. Ti se nato poberejo v septembru in oktobru in vključujejo proso (Pennisetum glaucum), stročnice, kot so vrsta fižola  Cyamopsis tetragonoloba, sirek (Sorghum vulgare), koruza (Zea mays), sezam (Sesamum indicum) in zemeljski oreški (Vigna subterranea). V zadnjih desetletjih je razvoj namakalnih sistemov, vključno s kanali in cevovodi spremenil vzorec pridelkov puščavskih območij. Tako v Radžastanu zdaj proizvajajo ozimna žita, vključno pšenico, gorčico in semena kumine in drugo.
Regija Thar v Radžastanu je glavna proizvajalka in porabnica opija. Kanal Indira Gandhi namaka severozahodni Radžastan, zato je indijska vlada začela centralno sponzoriran Razvojni program puščava, ki temelji na upravljanju porečij, s ciljem preprečevanja širjenja puščave in izboljšanja življenjskih pogojev ljudi v puščavi.

### Živinoreja
V zadnjih 15-20 letih je radžastanska puščava doživela veliko sprememb, vključno s povečanjem tako prebivalcev in živali. Živinoreja je postala priljubljena zaradi težkih pogojev kmetovanja. Trenutno obstaja desetkrat več živali po osebi od nacionalnega povprečja in paša je tudi dejavnik, ki vpliva na klimatske in sušne pogoje.
Veliko število kmetov v puščavi Thar je odvisna od živinoreje za svoje preživetje. Krave, bivoli, ovce, koze, kamele in voli prevladujejo. Nekatere izmed najboljših pasem volov, kot sta Kankrej (Sanchori) in Nagauri, so iz puščavske regije.
Regija Thar v Radžastanu je največje območje za proizvodnjo volne v Indiji. Čokla, Marvari, Džaisalmeri, Magra, Malpuri, Sonadi, Nali in Pungal so pasme ovc, ki se nahajajo v regiji. Od celotne proizvodnje volne v Indiji, jo je 40-50% iz Radžastana. Ta volna velja za najboljšo za izdelavo preprog v svetu. Volna ovac pasme Čokla je vrhunske kakovosti. Vzrejni centri so bili razviti za karakul in merino ovce v Suratgarhu, Džaitsaru in Puli. Nekaj pomembnih predilnic za izdelavo volnenih nit ima sedež v puščavskem območju. Pula je največja tržnica volne v Aziji.
Živali so odvisne za pašo na skupnih zemljiščih v vaseh. V letih lakote v puščavi, se nomadi za pašo selijo z velikimi čredami ovac in kamel do gozdnatih območij južnega Radžastana ali bližnjih državah, kot je Madja Pradeš.
Pomen živinoreje lahko razumemo skozi organizacijo velikega števila sejmov govedi v regiji. Sejmi so običajno poimenovani po ljudskih božanstvih. Nekateri od glavnih sejmov so: Ramdevji goveji sejem v Manasarju, v okrožju Nagaur, Tejaji goveji sejem v Parbatsarju v okrožju Nagaur, Baldeo goveji sejem v mestu Merta v okrožju Nagaur, Mallinath goveji sejem v Tilvari v okrožju Barmer.

### Gozdarstvo
Gozdarstvo ima pomembno vlogo pri melioracijskih posegih v polsušnih in sušnih deželah. Če je pravilno načrtovano, lahko pomembno prispeva k splošni blaginji ljudi, ki živijo v puščavskih območjih. Življenjski standard ljudi v puščavi je nizek. Ne morejo si privoščiti goriv kot so plin, kerozin, itd. Drva so njihovo glavno gorivo. Gozdov v puščavi je malo. Radžastan ima površino 31150 km2 gozda, kar je približno 9% geografskega območja. Površina gozdov je predvsem v južnih okrajih kot sta Udaipur in Čitorgarh. Minimalna površina gozdov je v okrožju Churu, le 80 km2. Tako gozd ne zadostujejo za izpolnjevanje potreb po drveh in paši. To odvrača prepotrebno živino od njive do ognjišča. Ta pa se odraža v zmanjšanju kmetijske proizvodnje. Kmetijsko-gozdarstvo je najbolj primerno za ljudi v puščavi. Nekateri Instituti so bili v kmetijsko-gozdarskem področju uspešni.
Znanstveniki Central Arid Zone Research Institute (CAZRI), so uspešno razvili in izboljšali desetine tradicionalnih in ne tradicionalnih vrst sadnega drevja, kot so koščičarji (npr. slive), ki proizvajajo veliko večje sadove kot prej in lahko uspevajo z minimalno količino padavin. Ta drevesa so postala donosna možnost za kmete.
Arid Forest Research Institute, (AFRI), ki se nahaja v Džodhpurju je še en nacionalni inštitut v regiji. To je eden od inštitutov Indian Council of Forestry Research and Education (ICFRE), ki dela v okviru Ministrstva za okolje in gozdove Indije. Cilj inštituta je za izvajanje znanstvenih raziskav v gozdarstvu, da se zagotovi tehnologije za povečanje vegetativnega pokrova in za ohranjanje biotske raznovrstnosti v vročih izsušenih in delno izsušenih regijah Radžastana, Gudžarat in Dadara & Nagar Haveli.
Najpomembnejše drevo v smislu zagotavljanja preživetja v puščavi Thar je Prosopis cineraria.
Prosopis cineraria ponuja les gradbenega razreda. Uporablja se za gradnjo hiš, predvsem kot špirovci, letve, vrata in okna, ter tudi gradnjo vodovodov, pokončnih elementov vodnih koles, za kmetijsko orodje in gredi, napere in jarme za vozove. Lahko se uporablja tudi za majhne izdelke in ročaje orodja. Proizvodnja zabojev je še ena pomembna gospodarska panoga na osnovi lesa, ki je močno odvisna od puščavskih dreves.
Prosopis cineraria je zelo pomembna tudi kot krmo drevo. Drevesa se močno obrežejo zlasti v zimskih mesecih, ko je ni na voljo nobene druge zelene krme. Listi imajo visoko hranilno vrednost. Stroki imajo sladkast okus celuloze in se uporabljajo tudi kot krma za živino.
Prosopis cineraria je najpomembnejša posamična vrsta, ki zagotavlja hranljivo in zelo okusno zelenje, kot tudi suho krmo. Lokalno se imenuje Loong. Stroki lokalno imenujejo sangar ali sangri. Posušeni stroki imenovani Kho-Kha so užitni. Uporabljajo se tudi kot hrana v času lakote in je bila znana tudi pračloveku. Tudi lubje, ki ima trpek in grenak okus, so domnevno jedli v času hude lakote v letih 1899 in 1939.
Tecomella undulata je še ena drevesna vrsta, lokalno znana kot Rohida, ki je v puščavskih regijah Thar na severozahodu in zahodu Indije. To je še eno pomembno srednje veliko drevo, uporabno v kmetijskem gozdarstvu, ki daje kakovosten les in je glavni vir lesa med avtohtonimi drevesnimi vrstami puščavskih regij. Trgovsko ime drevesne vrste je puščavski tik ali Marvar tik. Njegov les je močan, trden in trajen ter daje trajno lep videz. Stržen vsebuje quinoid. Les je odlična za kurjavo in oglje. Govedo in koze jedo liste. Kamele, koze in ovce porabijo cvetje in stroke.
Tecomella undulata igra pomembno vlogo v ekologiji. Deluje kot povezovalnik tal s širjenjem mreže stranskih korenin na zgornji površini tal. Prav tako deluje kot blažilec vetra in pomaga pri stabilizaciji premikajočih se sipin. Velja kot dom za ptice in nudi zavetje tudi drugim puščavskim divjim živalim. Tecomella undulata ima tudi zdravilne lastnosti. Lubje se uporablja kot zdravilo za sifilis. Uporablja se tudi pri zdravljenju sečil, povečane vranice, pri gonoreji, leucoderma in boleznih jeter. Semena se uporabljajo proti abscesu.

### Industrija
Radžastan je prvi v kamnolomih in rudarstvu v Indiji. Tadž Mahal je bil zgrajen z belega marmorja, ki ga kopljejo v kraju Makrana, v okrožju Nagaur. Država je druga največja proizvajalka cementa v Indiji. Ima bogate zaloge soli pri Sambharju. Peščenjak iz Džodhpurja se uporablja predvsem za spomenike, pomembne stavbe, stanovanjske stavbe in podobno. Ta kamen se imenuje chittar patthar. Džodhpur je dobil tudi kamnolome rdečega kamna, lokalno znanega kot ghatu patthar, ki ga uporabljajo v gradbeništvu. Džalore je največji center za pridobivanje granita.
Nahajališča lignita so na mestih Giral, Kapuradi, Džalipa, Bhadka v okrožju Barmer; Plana, Gudha, Bithnok, Barsinghpur, Mandla Čaran, Raneri Hadla v okrožju Bikaner in Kasnau, Merta, Lunsar itd, v okrožju Nagaur. Na lignitu temelji termoelektrarna Giral v okrožju Barmer. V teku je vzpostavitev dveh termoelektrarn z zmogljivostjo 125 megavatov vsaka v Barsinghpurju, v okrožju Bikaner. Reliance Energy se pripravlja za vzpostavitev proizvodnje električne energije prek podzemnega uplinjanja v okrožju Barmer.
Obstaja velika zaloga nafte dobre kakovosti v okrožjih Džaisalmer in Barmer. Glavna nahajališča nafte so Bagheval, Kalreval in Tavarival v okrožju Džaisalmer in Gudha Malani območju v okrožju Barmer. Indijska vlada začela iskanje nafte v letih 1955-56 na območju Džaisalmer , zemeljski plin je Oil India Limited odkril v letu 1988 v kotlini Džaisalmer. Znano je tudi po svojih finih usnjenih poštnih vrečkah, narejene iz usnja divjih avtohtonih kamel iz tega območja.
Puščava Thar je idealen kraj za proizvodnjo električne energije iz vetrnih elektrarn. Po oceni ima država Radžastan potencial za 5500 megavatov vetrne proizvodnje električne energije. Radžastansko državno energetsko podjetje je vzpostavilo prvo vetrno elektrarno v Amarsagarju, v okrožju DŽaisalmer. Sončna energija ima tudi velik potencial v tej regiji, saj je večina dni v letu brez oblakov. Sončna energija je bila uporabljena v Bhaleri v okrožju Churu za pretvarjanje trde vode v pitno vodo.

### Slana jezera
V puščavi Thar obstajajo številna slana jezera. To so Sambhar, Pačpadra, Tal Čhapar, Falaudi in Lunkaransar, kjer pridobivajo sol natrijevega klorida iz slane vode. Jezero Didvana daje sol natrijevega sulfata. Starodavni arheološki dokazi o stanovanjih so bili najdeni v Sambhar in Didvana jezeru, kar kaže na njihov antični in zgodovinski pomen.

## Voda in življenje v puščavi
Pomanjkanje vode igra pomembno vlogo pri oblikovanju življenja v vseh delih puščave Thar. Naravni (tobas) ali umetni (džohads), obe vrsti majhnih, presihajočih rezervoarjev, so pogosto edini vir vode za živali in ljudi na pravih puščavskih območjih. Pomanjkanje konstantne oskrbe z vodo povzroča veliko skrb lokalnemu prebivalstvu, ki živijo kot nomadi. Največje človeške naselbine so našli blizu dveh sezonskih potokov v hribih Karon-Džhar. Pitna podzemna voda je prav tako redka. Pogosto je blago kisla zaradi raztopljenih mineralov in je na voljo le globoko pod zemljo. Vodnjaki, ki dajejo sladko vodo so v naseljih, vendar jih je težko izkopati
Reka Luni je edini naravni vir vode, ki odteka v notranjost jezera v puščavi. Izvira v dolini Puškar v hribovju Aravali, v bližini Ajmerja in konča v močvirnem območju Kački Ran po 530 km.
Ghagar je druga nestalna reka, ki teče med monsunskim deževjem. Izvira v hribih Šivalik v Himačal Pradeš in teče skozi Pandžab in Harjana do Radžastana. Samo jugozahodno od Sirsa ta sezonska reka napaja dva namakalna kanala, ki segata v Radžastan.
Sistem Radžastan kanal je glavna shema namakanja puščave Thar in je zasnovan tako, da zahteva tudi preverjanje širjenja puščave na rodovitna območja. To je največji namakalni sistem na svetu, ki se je razširil v poskusu, da bi iz puščave naredili njive. Poteka južno-jugozahodno v Pandžabu in Harjani, predvsem pa v Radžastan skupno 650 kilometrov in se konča blizu Džaisalmerja. Po izgradnji kanala Indira Gandhi, so bili na voljo namakalni objekti na površini 6770 km² v okrožju Džaisalmer in 37 km² v okrožju Barmer. Kanal je preoblikoval neplodno puščavo tega okrožja v bogata in bujna področja. Pridelki gorčice, bombaža in pšenice zdaj uspevajo v tej polsušni zahodni regiji tam, kjer je bil prej pesek.
Poleg zagotavljanja vode za kmetijstvo, kanal oskrbuje s pitno vodo ljudi v oddaljenih območjih. Nadaljuje se druga faza dela na kanalu in obstaja upanje, da bo omogočil povečanje življenjskega standarda ljudi v državi.